# التباخ
التباخ (به آلمانی: Altbach) یک شهرداری در آلمان است که در بادن-وورتمبرگ واقع شده‌است.

## خصوصیات
التباخ ۳٫۳۵ کیلومترمربع مساحت دارد ۲۴۷ متر بالاتر از سطح دریا واقع شده‌است.